# 조에쓰 지방
조에쓰 지방(일본어: 上越地方)은 니가타현의 서부를 가리킨다. 율령제 당시의 에치고국 구비키 군에 해당하며, 구비키 지방(頸城地方)라고도 한다. 중심 도시는 조에쓰시이다.
에치고국(越後国)을 수도 교토가 있던 긴키 지방에서의 거리 순에 따라 가미에치고(上越後), 나카에치고(中越後), 시모에치고(下越後)로 불렀으며, 가미에치고에서 마지막 글자를 생략한 조에쓰가 지역 이름으로 쓰이게 되었다.
조에쓰 지방에 속하는 지자체는 조에쓰시, 묘코시, 이토이가와시이다.

## 같이 보기
- 조에쓰
- 주에쓰 지방
- 가에쓰 지방
- 조신에쓰 지방